# Accrington F.C.
Accrington F.C. – angielski klub piłkarski, mający siedzibę w mieście Accrington, w północno-zachodniej części kraju. Był jednym z dwunastu założycieli rozgrywek piłkarskich The Football League, pierwszych tego typu na świecie. Rozwiązany w 1896 roku.

## Historia
Klub piłkarski Accrington F.C. został założony w miejscowości Accrington w 1876 roku, na spotkaniu w jednym z miejskich pubów. Stadionem drużyny stał się obiekt Thorneyholme Road, który do dziś służy miejscowej drużynie krykietowej. W 1883 roku, zespół został wykluczony z Angielskiego Związku Piłki Nożnej za potajemne opłacanie swoich zawodników za grę. Kluby piłkarskie mogły mieć wówczas jedynie amatorski status, a wynagradzanie piłkarzy było zakazane. Klubów takich, jak Accrington, było jednak znacznie więcej i systematycznie ich przybywało, wskutek czego angielska federacja piłkarska w 1885 roku ostatecznie poddała się i zalegalizowała profesjonalizm klubów piłkarskich. Był to motor napędowy dla rozwoju tej dyscypliny sportu i wkrótce, w 1888 roku, zaproponowano utworzenie pierwszych ligowych rozgrywek piłkarskich pod nazwą The Football League. Zaproszono do nich drużyny ze środkowej oraz północnej Anglii, w tym także klub z Accrington. Był on jednym z dwunastu klubów założycielskich rozgrywek, które rozpoczęły się 8 września tego samego roku. W swoim historycznym, pierwszym spotkaniu, drużyna z Accrington przegrała 1:2 w meczu wyjazdowym w zespołem Evertonu. Cały sezon drużyna ukończyła na siódmym miejscu.
W następnym sezonie, klub osiągnął najlepszy wynik w historii swoich występów w The Football League, zajmując szóste miejsce. W kolejnych rozgrywkach, w sezonie 1890/91, było już gorzej i klub musiał ubiegać się o prawo występów w kolejnych rozgrywkach The Football League. W specjalnym głosowaniu, zespół uzyskał wystarczająco liczne poparcie i wystartował w następnej edycji rozgrywek. Sytuacja jednak powtórzyła się i na koniec sezonu 1891/92, o przyszłości drużyny z Accrington znów decydował zarząd rozgrywek. W tym samym czasie The Football League rozszerzyła się z 14 do 28 klubów, przez co postanowiono podzielić rozgrywki na dwie dywizje. W głosowaniu decydowano więc już nie o tym, czy dany klub wykluczyć z rozgrywek, tylko w której dywizji go umieścić. Klub z Accrington znów otrzymał liczne poparcie i został przydzielony do wyższej, pierwszej dywizji (First Division).
W zreorganizowanych rozgrywkach klub wciąż spisywał się jednak słabo i ukończył sezon na przedostatnim miejscu. Tym razem o sytuacji klubów nie miało już decydować głosowanie, ale spotkanie kontrolne pomiędzy drużyną pierwszej i drugiej dywizji, którego zwycięzca rozpoczynał następny sezon w wyższej z dywizji. Klub z Accrington spotkał się na neutralnym boisku w Nottingham z wicemistrzem drugiej dywizji, zespołem Sheffield United. Mecz wygrała drużyna z Sheffield i to ona awansowała do First Division, zaś drużynie Accrington pozostały występy w drugiej dywizji. Klub zrezygnował jednak z tego prawa i opuścił The Football League. Drużyna postanowiła wystartować w lokalnych rozgrywkach Lancashire League, gdzie koszty związane z podróżowaniem były znacznie mniejsze. Klub zaczął się bowiem wówczas borykać z problemami finansowymi. Po dwóch sezonach występów w Lancashire League, zespół przyłączył się do innych miejscowych rozgrywek, Lancashire Combination. Po pierwszych pięciu spotkaniach nowego sezonu, drużyna musiała wycofać się w uczestnictwa w lidze z przyczyn finansowych. Niedługo potem klub ostatecznie zbankrutował i w styczniu 1896 został rozwiązany.
Następnej drużyny w rozgrywkach The Football League, miasto Accrington doczekało się dopiero w roku 1921, gdy do trzeciej dywizji najważniejszych angielskich rozgrywek przyłączono drużynę Accrington Stanley.

## Barwy klubowe, strój
| Czerwony | Biały |

Klub ma barwy czerwono-białe. Zawodnicy domowe spotkania zazwyczaj grali w czerwonych koszulkach, białych spodenkach oraz czerwonych getrach.

## Sukcesy

### Trofea międzynarodowe
Nie uczestniczył w rozgrywkach europejskich (stan na 31-05-2019).

### Trofea krajowe
| \| \| Zdobyte trofea w rozgrywkach Anglii (stan na: 31-05-2019) \| |                                                           |      |                                    |
| Rozgrywki                                                          | Osiągnięcie                                               | Razy | Sezon(y)                           |
| · Mistrzostwo                                                      | I miejsce                                                 | 0    |                                    |
| · Mistrzostwo                                                      | II miejsce                                                | 0    |                                    |
| · Mistrzostwo                                                      | III miejsce                                               | 0    |                                    |
| · Mistrzostwo                                                      | 6.miejsce                                                 | 1    | 1889/90                            |
| · Puchar                                                           | zdobywca                                                  | 0    |                                    |
| · Puchar                                                           | finalista                                                 | 0    |                                    |
| · Puchar                                                           | 1/8 finału                                                | 4    | 1889/90, 1890/91, 1891/92, 1892/93 |
| · II liga                                                          | I miejsce                                                 | 0    |                                    |
| · II liga                                                          | II miejsce                                                | 0    |                                    |
| · II liga                                                          | III miejsce                                               | 0    |                                    |
| Anglia                                                             | Zdobyte trofea w rozgrywkach Anglii (stan na: 31-05-2019) |      |                                    |

- Lancashire League (D3):
  - 4.miejsce (1x): 1893/94

## Sezony

### Rozgrywki międzynarodowe

#### Europejskie puchary
Nie uczestniczył w rozgrywkach europejskich.

## Poszczególne sezony
Legenda: M - mecze, Z - zwycięstwa, R - remisy, P - porażki, BZ - bramki zdobyte, BS - bramki stracone, +/- - różnica bramek, P - Punkty, kolor czerwony – spadek, kolor zielony – awans, kolor fioletowy – reorganizacja, zmiana grupy lub rozgrywek
| Anglia (1888 – 1896) |                        |        |                                                                 |                                                                 |                                                                 |                                                                 |                                                                 |                                                                 |                                                                 |                                                                 |         |
| Sezony               | Liga                   | Poziom | M                                                               | Z                                                               | R                                                               | P                                                               | BZ                                                              | BS                                                              | +/-                                                             | P                                                               | Pozycja |
| 1888/89              | Football League        | 1      | 22                                                              | 6                                                               | 8                                                               | 8                                                               | 48                                                              | 48                                                              | 0                                                               | 20                                                              | 7.      |
| 1889/90              | Football League        | 1      | 22                                                              | 9                                                               | 6                                                               | 7                                                               | 53                                                              | 56                                                              | -3                                                              | 24                                                              | 6.      |
| 1890/91              | Football League        | 1      | 22                                                              | 6                                                               | 4                                                               | 12                                                              | 28                                                              | 50                                                              | -22                                                             | 16                                                              | 10.     |
| 1891/92              | Football League        | 1      | 26                                                              | 8                                                               | 4                                                               | 14                                                              | 40                                                              | 78                                                              | -38                                                             | 20                                                              | 11.     |
| 1892/93              | First Division         | 1      | 30                                                              | 6                                                               | 11                                                              | 13                                                              | 57                                                              | 81                                                              | -24                                                             | 23                                                              | 15.     |
| 1893/94              | Lancashire League      | –      | 22                                                              | 11                                                              | 4                                                               | 7                                                               | 51                                                              | 39                                                              | +12                                                             | 26                                                              | 4.      |
| 1894/95              | Lancashire League      | –      | 26                                                              | 10                                                              | 2                                                               | 14                                                              | 62                                                              | 63                                                              | -1                                                              | 22                                                              | 12.     |
| 1895/96              | Lancashire Combination | –      | Klub zrezygnował w trakcie sezonu, wyniki zostały unieważnione. | Klub zrezygnował w trakcie sezonu, wyniki zostały unieważnione. | Klub zrezygnował w trakcie sezonu, wyniki zostały unieważnione. | Klub zrezygnował w trakcie sezonu, wyniki zostały unieważnione. | Klub zrezygnował w trakcie sezonu, wyniki zostały unieważnione. | Klub zrezygnował w trakcie sezonu, wyniki zostały unieważnione. | Klub zrezygnował w trakcie sezonu, wyniki zostały unieważnione. | Klub zrezygnował w trakcie sezonu, wyniki zostały unieważnione. | –.      |

### Rozgrywki krajowe
| \| Anglia \| Bilans występów klubu w rozgrywkach piłkarskich Anglii (Stan na 31 maja 2019 r.) \| \| |                                                                                  |        |       |   |   |   |    |    |     |           |        |        |       |
| Poziom                                                                                              | Rozgrywki                                                                        | Sezony | Mecze | Z | R | P | B+ | B– | Pkt | Lata      | Awanse | Spadki | Naj.  |
| I                                                                                                   | Football League/ Football League First Division                                  | 5      |       |   |   |   |    |    |     | 1888–1893 | 0      | 1      | 6     |
| II                                                                                                  | Football League Second Division                                                  | 0      |       |   |   |   |    |    |     |           | 0      | 0      |       |
| III                                                                                                 | Lancashire League                                                                | 2      |       |   |   |   |    |    |     | 1893–1895 | 0      | 0      | 4     |
| IV                                                                                                  | Lancashire Combination                                                           | 1      |       |   |   |   |    |    |     | 1895/96   | 0      | 0      | dyskw |
| | Puchar Anglii                                                                    | 13     |       |   |   |   |    |    |     | 1881–1894 | 0      | 0      | 1/8   |
| Anglia                                                                                              | Bilans występów klubu w rozgrywkach piłkarskich Anglii (Stan na 31 maja 2019 r.) |        |       |   |   |   |    |    |     |           |        |        |       |

## Struktura klubu

### Stadion
Klub piłkarski rozgrywał swoje mecze domowe na boisku Thorneyholme Road w Accrington. Pojemność stadionu nieznana.

### Inne sekcje
Klub prowadził drużyny dla dzieci i młodzieży w każdym wieku.

## Kibice i rywalizacja z innymi klubami

### Derby
- Accrington Stanley F.C.
- Blackburn Rovers F.C.
- Burnley F.C.
- Darwen F.C.
- Preston North End F.C.